# Тарасевич, Леонид Степанович
Леонид Степанович Тарасевич (22 декабря 1937 — 31 марта 2016) — советский и российский экономист, ректор (1991—2006) и президент (2006—2016) Санкт-Петербургского государственного университета экономики и финансов, президент Санкт-Петербургского государственного экономического университета (2012—2016), почётный работник высшего профессионального образования Российской Федерации.

## Биография
C отличием окончил Белорусский Новогрудский финансово-экономический техникум, в 1959 г. — с отличием финансово-экономического факультет Ленинградского финансово-экономического института).
В 1967 г. он защитил кандидатскую, а в начале 1975 г. — докторскую диссертацию («Социально-экономическое содержание и эффективность интенсификации социалистического сельскохозяйственного производства : вопросы теории и методологии»).
- 1975 г. — декан финансово-экономического факультета,
- 1975—1988 гг. — проректор,
- 1988—1991 гг. — первый проректор,
- 1991 по 2006 гг. — ректор Ленинградского финансово-экономического института им. Н. А. Вознесенского, затем Санкт-Петербургский государственного экономического университета.

С 2006 г. и до конца жизни — президент Санкт-Петербургский государственного экономического университета.
Под его руководством впервые в стране была разработана и претворена в жизнь концепция развития экономического вуза в новых условиях, направленная на совершенствование содержания университетского экономического образования и подготовку специалистов, соответствующих международным стандартам.
Под его руководством защищено более 40 докторских и кандидатских диссертаций по экономическим дисциплинам.
Под его научным руководством были подготовлены учебники «Микроэкономика», «Макроэкономика», «Экономическая теория», «Международный менеджмент», «Теория корпоративных финансов». Он является редактором перевода 15-го издания учебника П. Самуэльсона и В. Нордхауса «Экономика» (1999). За создание комплекта учебников «Макроэкономика» и «Микроэкономика» для учебных заведений высшего профессионального образования профессору Л. С. Тарасевичу (совместно с П. И. Гребенниковым и А. И. Леусским) была присуждена премия Правительства России в области образования за 2000 год. 
Вице-президент Международной академии наук высшей школы. Член экспертного совета Высшей аттестационной комиссии России, член аккредитационной коллегии Министерства образования Российской Федерации, член Международного института государственных (публичных) финансов
Заместитель Председателя Совета ректоров вузов Санкт-Петербурга. Главный редактор журнала «Известия Санкт-Петербургского государственного университета экономики и финансов», член редколлегий ряда экономических журналов России.

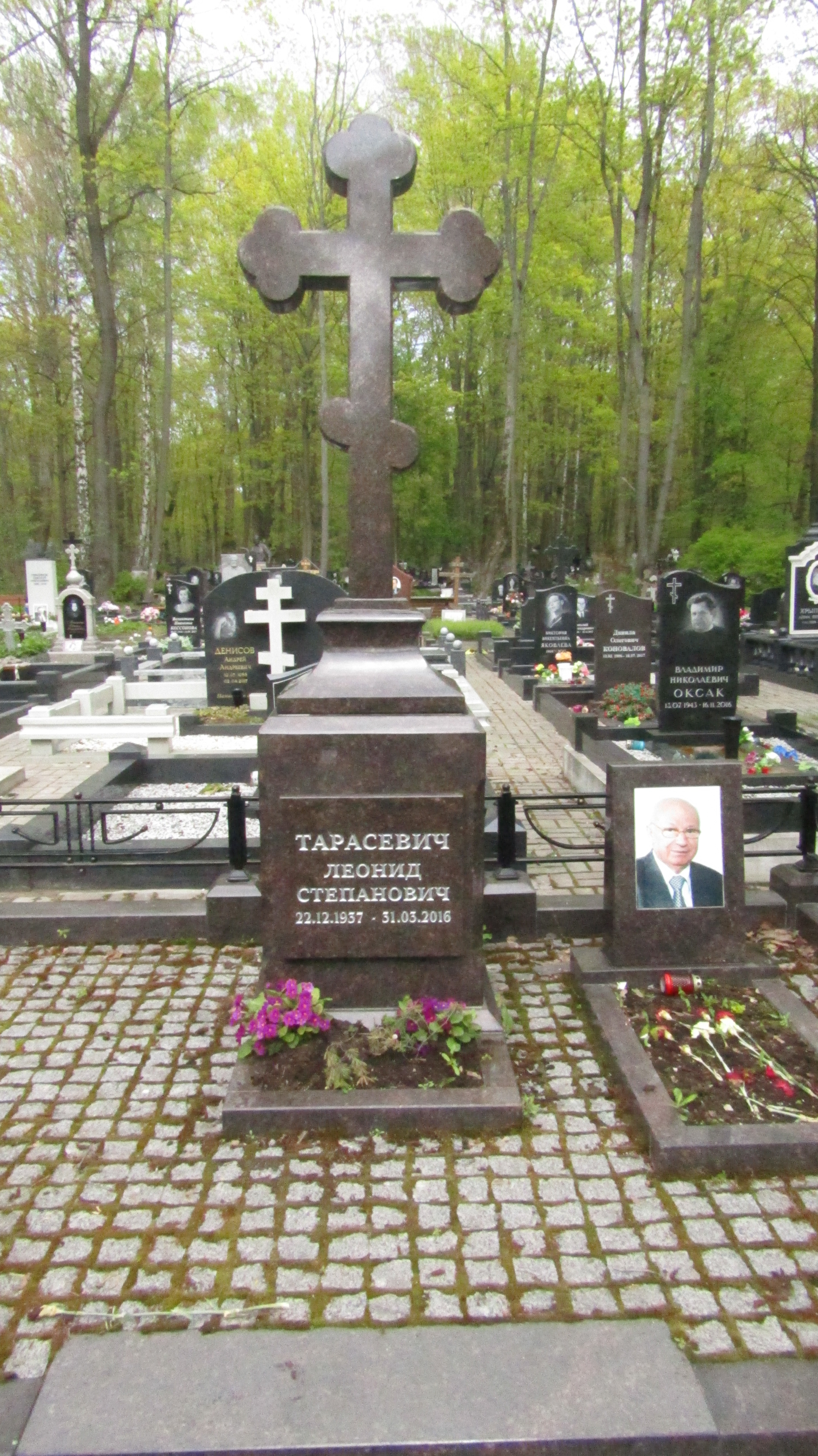
Могила Тарасевича Л. С. Смоленское православное кладбище, Санкт-Петербург

## Награды
- Орден «За заслуги перед Отечеством» IV степени (2003)
- Орден Почёта (1998)
- Орден Дружбы (2011)
- Орден Дружбы народов
- Медаль «В ознаменование 100-летия со дня рождения Владимира Ильича Ленина» (1970)
- Почётный работник высшего профессионального образования Российской Федерации
- Командор ордена Академических пальм (Франция)
- Почётный доктор университета Цин Хуа (Пекин, КНР)
- Премия Правительства Российской Федерации в области образования (2000) — за учебники «Макроэкономика» и «Микроэкономика»